# La Fille des enfers
La Fille des enfers (地獄少女, Jigoku Shōjo) est un anime produit par Aniplex et Studio Deen. Il est diffusé au Japon sur Animax entre octobre 2005 et avril 2006. À la suite du succès de la première saison, une deuxième saison intitulée Jigoku Shōjo Futakomori (地獄少女 二籠) est diffusée entre octobre 2006 et avril 2007, suivi d'une troisième saison intitulée Jigoku Shōjo Mitsuganae (地獄少女 三鼎) diffusée entre octobre 2008 et avril 2009 et d'une quatrième Jigoku Shōjo Yoi no Togi (地獄少女 宵伽) de juillet à octobre 2017. En France, la première saison de l'anime est éditée par Kazé.
Une adaptation de la première saison sous forme de drama est réalisée en 2006. Plusieurs adaptations en mangas ont également vu le jour,.

## Résumé
Durant chaque histoire, on assiste aux torts faits à une personne, origine de sa rancœur. Lorsque son fardeau devient trop lourd à porter, elle se tourne vers le site Jigoku Tsūshin, une mystérieuse page web uniquement accessible à minuit pile, entièrement noire et sur laquelle tranche le message « Nous vous vengeons, en votre nom. » (「あなたの怨み、晴らします。」, « Anata no urami, harashimasu. ») suivi d'un espace où l'objet de la rancune (le nom complet de la personne concernée) doit être saisi et d'un bouton « Envoyer » (「送信」, « Soushin »).
Une fois le nom de l'ennemi(e) mortel(le) saisi et envoyé, les victimes sont visitées par une étrange apparition : Enma Ai, une jeune fille aux longs cheveux noirs et aux yeux rouges portant un sailor fuku sombre. Elle donne à la victime une poupée faite de paille noire (dans la deuxième saison elle peut également être rouge ou bleue, ou également jaune dès la troisième saison en fonction de l'assistant qui se transforme) avec un fin ruban rouge noué autour de son cou et l'informe des règles qui régissent le pacte : pour être débarrassée de son ennemi(e), il suffit à la victime de dénouer quand elle le souhaitera le ruban rouge. Aï Enma emportera alors la personne en enfer. Mais elle exige une compensation : quand le pactisant (portant une marque noire similaire à un tatouage sur son corps) mourra, son âme ira également en enfer.
Aï Enma vit dans une sorte de monde parallèle baigné par la lumière d'un éternel coucher de soleil, dans une ancienne maison en bois isolée en pleine nature avec d'un côté, une rivière, et de l'autre, une cour bordée de lycoris rouges (Lycoris Radiata) et donnant sur des champs qui semblent s'étendre à l'infini. Elle vit avec sa grand-mère dont on ne voit que l'ombre et dont les deux principales occupations sont de tourner la roue d'un métier à filer et donner des instructions à Ai. Dans ce monde apparaît aussi une araignée qui possède trois grands yeux ronds sur l'abdomen.
Pour l'aider dans son travail, trois personnes se tiennent à sa disposition : Ichimokuren, un jeune ikemen (bel homme) de tenue contemporaine et plutôt ordinaire ; Hone Onna, une belle et sensuelle femme vêtue (à la manière d'une courtisane) d'un kimono traditionnel; et Wanyūdou, un homme d'âge mûr portant sur son kimono une écharpe rouge et un chapeau. Lorsqu'Ai est dans son monde, ils sont en général au repos sous forme de trois poupées de paille colorées. Lorsqu'Ai est en mission, ses assistants l'aident en enquêtant sur les cas qui semblent un peu suspects. Une fois le ruban dénoué, ils confrontent les coupables à leurs actes. Ai, vêtue pour l'occasion d'un kimono noir décoré, emmène ensuite les coupables en enfer dans sa barque.
La conclusion se fait au début sur le sort du pactisant, puis alterne plus tard avec le fil rouge de la saison.

### Première saison
À partir de l'épisode 8 interviennent deux autres personnages récurrents : Hajime Shibata, un journaliste qui décide d'enquêter sur Ai, et sa fille Tsugumi. Après une brève rencontre avec Ai, et sans que quiconque comprenne pourquoi, Tsugumi commence à avoir des visions : elle voit à travers les yeux d'Ai, et par conséquent les deux personnages s'impliquent de plus en plus dans les actions menées par Ai. Le fait est que Hajime est en désaccord avec les méthodes employées par Ai. Il pense que les personnes qui ont des problèmes devraient tenter de les résoudre par d'autres moyens au lieu de se tourner systématiquement vers la vengeance. Il essaie de repérer les gens qui contractent avec Ai à l'aide des visions de Tsugumi pour tenter de les faire renoncer à expédier leurs ennemis en enfer, mais arrive la plupart du temps trop tard. Au fur et à mesure que la série avance, Tsugumi commence à se demander si les méthodes d'Ai sont aussi discutables que son père le prétend.
Il y a très longtemps de cela (plus de 400 ans), Ai vivait dans un petit village de cultivateurs. Elle était crainte de la plupart des autres villageois qui lui attribuaient des pouvoirs surnaturels. Son seul ami d'enfance était également son cousin : Sentarou, qui vivait dans le même village et prenait sa défense contre les autres enfants, qui la tourmentaient. Les sentiments qui unissaient Ai et Sentarou étaient en fait plus profonds qu'une simple amitié.
Pour assurer la prospérité du village, la coutume voulait que l'on sacrifie une fille âgée de sept ans au dieu de la montagne. Lorsque le moment fut venu, c'est Ai qui fut choisie. Sentarou fut bouleversé en apprenant la nouvelle car il savait qu'Ai avait été choisie en raison de la crainte qu'elle inspirait. Il tenta de protester, mais rien n'y fit. Alors, les parents d'Ai lui demandèrent de les aider et d'emmener Ai se cacher dans la montagne. Le plan réussit, mais pendant les six années qui suivirent une grande famine sévit. Les villageois se persuadèrent que le dieu de la montagne était en colère contre eux.
Et arriva le jour fatidique. Les villageois alertés par les allées et venues nocturnes de Sentarou le suivirent et le surprirent en compagnie d'Ai. Ils la capturèrent et la ramenèrent devant le sanctuaire du dieu. Ils amenèrent également ses parents. Ils les ligotèrent, les assommèrent et les jetèrent dans une fosse commune. Puis ils tentèrent de forcer Sentarou à les enterrer vivants. Sentarou, soumis à une pression terrible, jeta une pelletée de terre. Mais Ai avait repris conscience entretemps. Elle se sentit trahie par Sentarou, qui avait précédemment juré de la protéger. Sentarou profita de la confusion pour se dérober. Ai jura de se venger avant que les villageois ne terminent de l'enterrer, encore vivante.
Une nuit, Sentarou rassembla ses affaires et quitta le village. Se retournant pour contempler une dernière fois son pays, il aperçut les lueurs d'un immense incendie. Il rebroussa chemin. Arrivant au village, il vit Ai qui se promenait en chantant au milieu des flammes, incendiant les maisons d'un seul geste de la main. Terrorisé et rongé par la culpabilité, il s'enfuit. Il grandit dans le regret et construisit même un sanctuaire dédié aux victimes sacrifiées au dieu de la montagne. Puis il continua sa route et ouvrit une confiserie nommée Shibataya. Lui et ses descendants envoyèrent des bonbons noirs comme offrande au sanctuaire.
C'est en se rendant au sanctuaire à la suite de visions de Tsugumi que Hajime découvrit qu'il était un descendant de Sentarou Shibata. Ai comprit la même chose, entra dans une colère noire et tenta de tuer les Shibata. Ses assistants essayèrent de s'interposer mais ce fut en vain. Les Shibata ne durent leur salut qu'à l'intervention de l'araignée, qui entraîna Ai en enfer. Mais Ai réussit à s'échapper et décida d'abuser de ses pouvoirs en poussant sciemment Tsugumi à contracter avec elle en envoyant son père en enfer : pour y parvenir, elle retint en otage Hajime dans son monde parallèle et, après lui avoir mis la poupée de paille entre ses mains, montra à Tsugumi les circonstances réelles de la mort de sa mère, et le refus de son père de reconnaître sa responsabilité dans l'événement. Mais la grand-mère d'Ai prit l'initiative de libérer Hajime et l'envoyer auprès de sa fille. Se trouvant confronté de nouveau à la mort de sa femme, il admit enfin sa culpabilité et demanda à Tsugumi de dénouer le ruban rouge : Tsugumi se mit en colère contre lui, non pas à cause de ce qu'Hajime avait fait, mais parce que son acceptation d'être envoyé en enfer équivalait pour elle à nier les instants qu'ils avaient passé ensemble. Elle étreignit son père et lui dit qu'elle était heureuse avec lui et que, même si cela avait été dur pour elle de ne pas avoir de mère, elle avait réussi à s'en sortir grâce à lui. Elle rendit la poupée de paille noire à Ai, disant qu'elle n'en avait pas besoin. Elle dit ensuite à Ai que Sentarou avait beaucoup regretté ce qu'il avait fait et qu'il avait bâti le sanctuaire dans ce but. Après ces révélations, Ai détruit le sanctuaire en y mettant le feu.
Hajime et Tsugumi retournent à leur quotidien et Ai continue de faire ce qu'elle fait depuis quatre cents ans : venger les autres en leur nom.
Dans l'épilogue, une jeune fille chagrinée pour un chat mort (probablement de cruauté animale) entre en possession d'une poupée de paille, et Ai Enma lui dit « c'est à toi de décider du reste ».

### Deuxième saison
Elle commence par un flash-back : on revoit Ai, ressuscitée, incendier son village. Lorsqu'elle a terminé, l'Araignée fait son apparition et la téléporte dans un autre monde, face à une horrible vision : les corps décomposés de ses parents prisonniers des racines d'un arbre. L'Araignée annonce à Ai que si elle veut que les âmes de ses parents soient libérées, elle devra travailler pour elle. Comme dans la saison 1, on assistera à diverses histoires où certaines personnes font appel au site Jigoku Tsūshin pour se venger. À partir de l'épisode 4 apparaît Kikuri, une petite fille étrange et turbulente. Puis enfin, apparaît Takuma, un garçon qui subira sensiblement le même sort qu'Ai. Un ami et voisin de ses parents persécute sa famille.
Cet homme commence par tuer sa mère qui finit à l'hôpital ; tout le monde croit alors que c'est Takuma qui l'a tué et on le surnomme L'enfant du démon. À la veillée funèbre de sa mère, il entend une conversation entre le tueur de sa mère (qui a eu le culot de venir présenter ses condoléances) et une de ses connaissances : une jeune femme qui était enceinte de lui et dont l'enfant qu'elle portait a été tué par le même homme. Celle-ci sachant que c'est lui qui a tué la mère de Takuma, le menace. Takuma prévient son père, qui sans le croire, va quand même interroger son ami. Takuma, par prudence, appelle la police et lui demande de se rendre au domicile du voisin, mais la police tarde et son père est blessé et inconscient. Takuma entre dans la maison et se fait attraper par l'homme, mais celui-ci disparaît comme par magie.
C'est en fait la femme dont il a tué l'enfant, qui a contacté le Courrier des Enfers. Plusieurs épisodes plus tard, Takuma subit un sort similaire à celui d'Ai en devenant le bouc-émissaire des habitants : Étant donné les rumeurs qui courent sur lui, tous les résidents de Lovely Hills contactent le Courrier des Enfers puis accusent Takuma de la vague subite de disparitions dues au site. Le policier chargé de cette affaire et sa sœur ne croient pas en la culpabilité de Takuma et le protègent : tous les habitants incriminés de Lovely Hills se regroupent afin d'essayer de tuer Takuma.
Alors que ce dernier est sur le point de se faire tuer avec la sœur, l'inspecteur en question qui s'est libéré de sa captivité, vient les sauver pour finalement être envoyé à son tour en enfer par l'un des complices, qui n'avait pas encore contracté avec la Fille des Enfers. La sœur du policier, se persuadant finalement que tout ce qui s'est passé est la faute de Takuma, contacte également le Courrier des Enfers et passe un contrat en espérant annuler le sort de son frère : Ai conduit donc à son tour Takuma en enfer, alors que celui-ci avait tout fait malgré les épreuves pour bien se conduire. Ai le prend en pitié (ayant aussi vécu ce genre de destin cruel) et fait demi-tour avec sa barque pour le ramener, allant à l'encontre de ses attributions : l'Araignée décide alors qu'Ai peut revenir à la vie.
Elle oublie également qui sont Hone Onna, Ichimokuren et Wanyūdou. Ai use de ses dernières forces pour rejoindre et sauver Takuma, et finit par mourir pour la seconde fois, battue à la pelle par les habitants incriminés de Lovely Hills.
Dans l'épilogue, une jeune fille ayant contacté le site reçoit sur son téléphone mobile un message disant : « Demande acceptée. La Fille des Enfers. ».

### Troisième saison
Hone Onna, Ichimokuren et Wanyūdou mènent une vie ordinaire depuis la disparition de leur maîtresse. Pourtant un jour, Kikuri apparait et les réunit. Un soir, alors qu'elle prend un bain, une jeune fille nommée « Yuzuki Mikage » est visitée par Ai, qui l'entraine avec elle et l'embrasse. À la suite de ce baiser, l'esprit d'Ai fusionne avec le corps de Yuzuki. Celles et ceux qui se connectent au Courrier des Enfers pour inscrire et envoyer le nom de leur ennemi(e) peuvent recevoir une poupée de paille noire, rouge, bleue, ou même jaune depuis qu'un nouvel assistant a été recruté. Une fois le ruban dénoué, Yuzuki se transforme en un cocon dont Ai émerge vêtue d'un kimono décoré de différents motifs avant d'emmener les coupables en enfer.
Yuzuki continue malgré tout d'essayer de mener une vie normale tout en espérant empêcher ses proches d'exercer leurs vengeances par le Courrier des Enfers. Un jour sa meilleure amie, Akie, devient la cible d'Azusa Mayama, cliente récente du Courrier des Enfers et dont le père a été victime d'un accident de la route causé par un membre de la prestigieuse famille Tsujinobashi. L'accident ayant été étouffé par le chef de la police locale, Azusa souhaite le faire souffrir en retournant sa propre fille contre lui : Akie. Alors qu'elles deviennent de plus en plus proches, Azusa tend un piège à Akie et contacte un homme chargé de la violer le soir d'un festival permettant aux âmes des criminels de recevoir le pardon. Yuzuki écrit le nom d'Ai Enma lors du rituel pour espérer apaiser son âme, avant d'avoir une vision d'Azusa : elle parvient avec le père d'Akie d'empêcher l'agression de sa fille. Plus tard, une étrange boule de lumière touche le dos de Yuzuki et la sépare d'Ai, qui récupère son propre corps. Peu de temps après, Yuzuki court rejoindre Akie mais cette dernière disparaît sous ses yeux au dernier moment, Azusa ayant retiré la ficelle.
Séparée d'Ai, Yuzuki reste toutefois liée à celle-ci : elle entend un son de clochette en croisant une personne qui souhaite utiliser le courrier. Elle tente pendant une majeure partie des épisodes d'empêcher les personnes de tirer sur la ficelle ; mais en vain.
Ai apprend à Yuzuki que celle-ci a pour destin de devenir la prochaine Fille des Enfers. Désespérée, elle rejette totalement ce rôle qui est pourtant inéluctable. Elle ne comprend pas pourquoi les gens utilisent le Courrier des Enfers, et pourquoi celui-ci existe. Ai lui répondra que « Le véritable enfer se trouve en chacun de nous ».
À la fin, le passé de Yuzuki est révélé : à son propre insu, elle était en réalité déjà morte bien avant son apparition dans l'histoire, abandonnée de tous dans son appartement quand elle était enfant. À la suite d'un accident de bus impliquant son père, le chauffeur mort à l'hôpital des suites de ses blessures, Yuzuki et sa mère subissent les ressentiments et sont dénigrées par tous. Mais en réalité, le père de Yuzuki n'était en rien responsable, le bus ayant subi un problème de frein causé par de la négligence déjà soupçonnée de la part de la compagnie de bus, qui a caché la vérité en faisant de son père un bouc-émissaire pour se couvrir du scandale. Peu à peu, l'état de santé de la mère de Yuzuki s'aggrave tandis que, chassée et indésirable partout, elle ne peut aller se faire soigner dans un hôpital. Après avoir hésité à tuer par compassion sa fille dans son sommeil, elle meurt à ses côtés dans l'autel shintou où elles se sont abritées. Yuzuki l'enterre à proximité sous un cerisier en la recouvrant de ses pétales, puis repart patienter dans leur appartement : attendant une aide qui ne viendra jamais, elle y meurt en dépérissant, seule avec son ours en peluche. Yuzuki peine à s'en souvenir, ayant continué d'exister dans une illusion qu'elle s’était créée et dans laquelle elle continuait à vivre une vie normale, comme une personne vivante : après la découverte de son propre squelette dans son appartement (dont l'immeuble était laissé à l'abandon depuis tout ce temps) et la révélation de son sort tragique, elle accepte finalement son douloureux rôle pour venger les autres en leur nom.
Après être devenue la Fille des Enfers, Yuzuki a pour première mission de venger le père d'Akie, sa meilleure amie (qui est également son assistante). Voyant là un moyen de se venger elle-même, elle dépasse ses prérogatives et tente tout pour convaincre l'homme de tirer sur la ficelle. Celui-ci refuse toutefois au dernier moment et lui rend la poupée : Yuzuki entre alors dans une colère noire, et décide d'envoyer par elle-même Azusa Mayama en Enfer, sans contrat.
Cela lui étant interdit, le maître des Enfers tente de punir la jeune fille : Ai intervint néanmoins et sauve Yuzuki in extremis. Avec un dernier baiser, elle lui montre son propre passé et fait disparaître Yuzuki, qui après l'avoir remercié se dissout en fragments luminescents dans l'air : il est supposé que celle-ci aura été au paradis, connaître un repos éternel avec ses parents.
La saison se termine avec Ai repartant faire ce qu'elle a toujours fait, entourée de ses précieux assistants et compagnons.
Après le générique final, Azusa Mayama poignarde dans un aéroport le membre de la famille Tsujinobashi responsable de l'accident de son père, avant d'être envoyée en Enfer par la servante du père d'Akie. Tandis que la foule panique, Ai marche doucement et calmement à contre-sens, puis se retourne. L'épisode se conclut dans un tintement.

### Quatrième saison
Cette nouvelle saison est divisée en deux parties : six épisodes originaux qui concluent la série, et six épisodes « réminiscence » eux-mêmes découpés en deux parties : une introduction avec mis en scène en prise de vues réelles, où les assistants d'Ai reviennent sur d'anciens épisodes des précédentes saisons, qui constituent la seconde partie.
Un jour, le fantôme d'une jeune fille mystérieuse, Michiru, fait son apparition devant Ai Enma. Elle semble cependant ne plus se souvenir de qui elle est, ni comprendre le but de sa présence. Qui est-elle donc ?
Le secret sur son passé est sur le point d’être révélé…

## Personnages

### Personnages principaux

#### Ai Enma(閻魔 あい,Enma Ai?)
Voix japonaise : Mamiko Noto, voix française : Claire Beaudoin
Le personnage principal de la série. Une très belle jeune fille aux longs cheveux noirs déliés, à la peau de « mochi » (lisse et blanchâtre) et aux yeux rouges ; elle vit dans un monde de perpétuel crépuscule avec sa grand‑mère. Elle reçoit les requêtes de vengeance sur son ordinateur. Elle porte ordinairement un seifuku (traditionnel uniforme marin d'écolière) noir mais enfile un kimono noir décoré de fleurs lorsqu'elle exécute son contrat. À la suite de l'intervention de ses assistants (et de l'occasion qui est laissée à l'intéressé d'expier ses fautes), elle se présente au maudit en prononçant la même sentence phrasée :
- Dans l'adaptation animée ;

「闇に惑いし哀れな影よ・・・
Yami ni madoishi awarena kage yo…
人を傷付け貶めて
Hito wo kizutsuke otoshimete
罪に溺れし業の魂
Tsumi ni oboreshi gou no tama
いっぺん・・・死んで見る？」
Ippen… shinde miru?
« Ô misérable petite ombre enfermée dans les ténèbres ;
Méprisant les gens allant jusqu'à les blesser ;
Âme noyée dans un karma immonde…
… Veux‑tu goûter à la mort, cette fois ? »
- Dans le manga et la version française de l'adaptation animée ;

« Pauvre âme égarée dans les profondeurs des ténèbres :
Tu fais le mal et méprises ton prochain ;
Ton âme est à jamais souillée par le crime…
… Veux‑tu goûter à la mort ? »
D'un mouvement libérant les motifs de sa tunique, et dans un tintement de grelot, le damné se retrouve dans la barque d'Ai, qu'elle conduit paisiblement en traversant le torii du fleuve menant vers l'enfer, ce faisant constat de son sort :
「この怨み、地獄へ流します」
Kono urami, jigoku he nagashimasu…
« Cette vengeance… te précipite en Enfer. »
Elle a commencé sa « carrière » de Fille des Enfers par son acte de vengeance contre les villageois qui l'avaient condamnée au sacrifice. Ses yeux devinrent rouges à compter du moment où son aimé Sentarou, pressé par les villageois, jeta la première pelletée de la terre qui allait l'enterrer vivante. Elle sortit plus tard de sa tombe et brûla entièrement le village. Sa punition est d'exercer la vengeance pour le compte d'autrui et de conduire les âmes en enfer. On ignore toujours à quel type d'esprit appartient Ai et l'origine de ses pouvoirs.
Du fait qu'Ai ait exécuté cette tâche aussi longtemps (environ quatre siècles) et qu'elle soit la plupart du temps inexpressive, on pourrait penser qu'elle n'éprouve plus aucune émotion. Wanyūdou pense néanmoins qu'elle éprouve encore des sentiments, malgré le fait qu'elle ne les révèle pas. On apprend plus tard dans la série que c'est l'étrange araignée (le maître des Enfers) qui lui a ordonné de fermer son cœur. Sa rencontre avec les Shibata réveille dans un premier temps son mécontentement vis‑à‑vis de son terrible destin puis tous ses autres sentiments, ou au moins sa capacité à les exprimer. Avant cette rencontre, il est possible qu'elle ait plus ou moins réussi à effacer de sa mémoire les événements de son passé ainsi que son ressentiment.
Dans un épisode de la saison 1 elle montre de la compassion pour une fille qui se faisait battre par la faute de sa jumelle.
Lorsqu'elle est en colère, elle démontre sa puissance en projetant de puissantes décharges d'énergie, ou en créant des illusions très réalistes.
Dans la deuxième saison, elle devient plus expressive et montre même des signes d'émotions. Elle est également plus disposée à interagir avec les autres et ses clients. Dans une scène, elle fait le signe V de Victoire devant l'une de ses cibles en signe de moquerie, avant de l'emmener en enfer. On la voit également lire un magazine pendant que ses aides surveillent son client et montrer de l'inquiétude pour une mère qui se suicidera pour éviter que sa fille aille en enfer. Par la suite, sa mémoire et ses émotions lui reviennent lorsqu'elle assiste au calvaire de Takuma Kurebayashi, similaire à celui qu'elle a vécu dans le passé. Ce qui la conduira à défier son employeur, l'Araignée — en fait, le Maître des Enfers — et à revenir à la vie juste à temps pour sauver Takuma de ses tourmenteurs. Après son sacrifice, son corps se décompose en pétales de cerisier qui s'envolent dans le ciel.
Elle revient dans la troisième en prenant possession du corps de Yuzuki, une lycéenne qui deviendra la deuxième Fille des Enfers à la place d'Ai, mais qui pourra partir au paradis quand Ai reprend sa « place » de Fille des Enfers en compagnie de ses assistants.
Dans la quatrième saison Michiru, un autre esprit d'une fille à la mort remplie de vengeance comme Ai, entre en scène et devient à son tour Fille des Enfers, mais avec une méthode différente.
Écrit autrement, son prénom se traduit comme 愛 (amour) ; et ironiquement, son nom est le même qu'Enma (nom japonais du dieu bouddhiste gardien de l'enfer).

#### Wanyūdou(輪入道?)
Voix japonaise : Takayuki Sugou, voix française : Jean‑Marie Lecoq
Historiquement, il est le premier assistant d'Ai. Il devient la poupée de paille noire avec un ruban rouge autour du cou. Le ruban est probablement l'écharpe rouge qu'il porte lorsqu'il est sous sa forme humaine. Il prend également la forme du carrosse d'Ai, quand elle quitte son monde pour aller exercer une vengeance. Le carrosse porte la même marque qui apparait sur la poitrine de ceux qui contractent avec Ai. L'apparence normale de Wanyūdou est celle d'un homme âgé, chauve et dont les yeux sont entièrement fermés, portant un chapeau et des vêtements plutôt démodés. Malgré son apparence placide et maniérée, il est très doué pour les arts martiaux. Dans la deuxième saison, on apprend qu'autrefois il était la roue avant gauche du carrosse transportant une noble dame. L'équipage fut attaqué et le carrosse prit feu, la roue céda, faisant chuter l'équipage du haut de la falaise. Il n'y eut aucun survivant. À cause de sa frustration d'avoir indirectement provoqué la mort de l'équipage, Wanyūdou devint un youkai sous la forme d'une roue enflammée, son visage furieux et agrandi en son centre. Il terrorisait ainsi les voyageurs qui empruntaient la route où l'équipage avait péri, en hurlant « je peux toujours rouler ! » jusqu'au jour où il tomba sur Ai Enma déguisée en voyageur : elle fut la première à n’être aucunement effrayée par lui et lui proposa de se joindre à elle. Il est donc un tsukumogami, c'est‑à‑dire un esprit qui réside dans un objet inanimé et ancien d'au moins un siècle, à l'instar d'Ichimoku Ren. Son nom signifie « une roue entrant sur une route ».

#### Ren Ichimoku(一目 連,Ichimoku Ren?)
Voix japonaise : Masaya Matsukaze, voix française : Rémi Caillebot
Il est le deuxième assistant d'Ai. Un de ses yeux est couvert par ses cheveux. C'est dans cet œil caché que réside son pouvoir ; il est capable de projeter un œil de grande taille n'importe où, ce qui lui permet d'observer à distance ou de voir à l'intérieur de pièces closes. L'œil projeté peut également être utilisé comme une arme : il peut émettre d'intenses flashes lumineux. Lorsque la situation l'exige, il devient la poupée de paille bleue en embrassant un pendentif qu'il porte autour du cou. On apprend dans la deuxième saison qu'il est lui aussi un tsukumogami, comme Wanyūdou.
En l'occurrence, Ichimoku Ren était un katana, obligé de voir et vivre tous les actes cruels pour lesquels il était employé ; jusqu'au jour où Ai accompagnée de Wanyūdou le découvrit, planté dans un petit monticule. Elle le changea en youkai de forme humaine et lui demanda de l'accompagner. Depuis ce jour, Ichimokuren a pris goût à sa forme humaine au point d'en ressentir une forme de vanité. Ai dit volontiers qu'elle l'a invité à venir avec elle car il est à la recherche de quelque chose, ce qui est peut‑être relié à sa difficulté à comprendre les actes des humains. Mais certains commentaires de sa part semblent indiquer que ce qu'il cherchait vraiment était de la compagnie, quelque chose qui lui permettrait de remplir le vide de son existence en tant que simple arme utilisée sans fin pour tuer.
Il a des sentiments pour ses collègues et les voit comme une sorte de famille. Ichimoku signifie « coup d'œil ».

#### Hone Onna(骨女?)
Voix japonaise : Takako Honda, voix française : Anaïs Maro
La troisième assistante d'Ai. C'est une très belle femme portant un kimono dont le ruban est noué sur le devant (la marque des oiran, les prostituées dans le Japon ancien). Elle peut devenir la poupée de paille rouge en enroulant son ruban autour de son cou. Elle enquête avec Ichimokuren sur les victimes ainsi que sur leurs ennemi(e)s.
En certaines occasions, elle est capable de lancer des poignards portant une sorte de charge magique qui leur permet de tuer des ennemis surnaturels. Elle possède également un grand talent de contorsionniste, ce qui lui permet de se cacher dans des endroits très étroits, bien qu'elle ait plus de mal a en sortir.
Elle est un peu coquette et se vexe lorsque l'on s'adresse à elle en utilisant le terme obā‑san (« grand‑mère » — ou vulgairement, « la vieille » ; terme utilisé au Japon pour s'adresser à une dame d'âge très mûr ou avancé). Elle est capable d'exposer les os dans son corps pour effrayer les coupables, d'où son nom qui signifie « femme en os ».
Dans la deuxième saison, elle révèle qu'elle est âgée d'environ 200 ans. Autrefois, elle s'appelait « Tsuyu » et a été trahie par un homme dont elle était amoureuse. Elle faisait partie de sa maison et il lui a proposé de s'enfuir avec lui. En fait, il l'a vendue à une okiya pour payer ses dettes. Elle a été à nouveau trahie en essayant d'aider une autre courtisane, Kiyo, à s'échapper de celle-ci avec un homme qui l'aimait. Elle et cet homme furent tués par un samouraï devant les yeux de Kiyo. Puis, son corps fut jeté dans une rivière. Elle dériva jusqu'à un endroit où des esprits qui s'attardaient dans les ossements d'humains jetés dans la rivière fusionnèrent avec elle. C'est sous cette forme qu'elle rencontra Ai, qui lui tendit la main pour lui demander de venir avec elle.

#### La grand‑mère d'Ai(あいの祖母,Ai no Sobo?)
Voix japonaise : Eriko Matsushima
Bien qu'elle soit nommée et traitée ainsi par Ai Enma, il n'est pas précisé si leur lien est réellement familial ou symbolique. Elle n'apparait guère que sous la forme d'une silhouette derrière une fine cloison de papier. Elle tourne sans arrêt la roue d'un métier à filer, parlant occasionnellement — et uniquement — à Ai, la plupart du temps pour lui annoncer la venue d'un nouveau client, l'informer que le contrat a bien été validé par le dénouement du ruban rouge et lui signaler qu'elle lui a préparé son fameux kimono noir. La seule autre personne à qui elle ait sciemment adressé la parole est Hajime Shibata durant sa captivité, pour l'aider à retourner dans son monde et rejoindre sa fille Tsugumi tourmentée par Ai.
Dans la seconde saison, elle s'adresse également une fois aux compagnons d'Ai après que celle‑ci soit partie pour leur dire qu'Ai les remerciait. Le seul humain qui l'ait jamais vue directement s'est enfui en hurlant, ce qui indique que son apparence doit être non‑humaine et affreuse, contrairement à ce que sa silhouette de dame laisse penser.

#### L'Araignée(人面蜘蛛,Jinmen Gumo?,«araignée à visage humain»)
Voix japonaise : Hidekatsu Shibata
Créature revêtant la forme d'une araignée très colorée, portant trois yeux ronds sur son abdomen qui apparait dans le monde où Ai et ses assistants résident entre deux missions. L'un d'eux l'appelle d'ailleurs « Hachi » dans l'épisode 24 de la première saison. Elle ne parle que rarement, et lorsqu'elle le fait, c'est avec une voix d'homme mûr. Apparemment, elle est le supérieur d'Ai et celle qui a prononcé sa condamnation après qu'elle a tué les habitants de son village. Elle prétend retenir en otage les âmes des proches d'Ai — vraisemblablement ses parents — afin de garantir de sa part un comportement irréprochable. Si jamais Ai décidait de ne pas faire le travail qui lui est confié, ces âmes erreraient pour l'éternité. L'araignée est capable de piloter la barque et possède des pouvoirs magiques, mais ses pouvoirs se révélèrent insuffisants le jour où elle tenta d'emmener Ai en Enfer pour avoir tenté de tuer les Shibata. L'araignée n'est pas apprécié par les assistants d'Ai, qui ne lui font pas confiance et ne lui parlent jamais. On découvrira plus tard qu'il est en réalité le Maitre des Enfers, et que Kikuri est liée à lui.

### Première saison

#### Hajime Shibata(柴田 一,Shibata Hajime?)
Voix japonaise : Yuji Ueda, voix française : Emmanuel Lemire
Un ancien journaliste qui gagne sa vie en faisant chanter des célébrités en menaçant de révéler les preuves de leurs errements. Il commence à enquêter doucement sur la Fille des Enfers par curiosité, mais s'implique beaucoup plus après avoir réalisé qu'il s'agit de bien plus qu'une rumeur et que des gens sont effectivement emportés en enfer.
Dans l'épisode 24 de la saison 2, on découvre qu'il a écrit un livre sur la Fille des Enfers et dans l'épisode 20 de la saison 3, il semblerait qu'il soit mort puisque Tsugumi explique qu'elle en a assez d'être seule et qu'aller en enfer lui permettra de retrouver son père.

#### Tsugumi Shibata(柴田 つぐみ,Shibata Tsugumi?)
Voix japonaise : Nana Mizuki, voix française : Florine Orphelin
Fille unique d'Hajime Shibata. Bien qu'il soit son père, elle s'adresse toujours à lui en l'appelant « Hajime‑chan ». Elle rencontre Ai un jour et développe une mystérieuse connexion avec elle qui lui permet de voir tout ce qu'elle voit d'important. Au début, elle le rapporte systématiquement à son père, mais au fur et à mesure que la série progresse elle devient plus réticente car elle se demande si Ai doit être stoppée. Elle paraît forte et impertinente, mais en réalité elle est très confuse et vulnérable.
Elle fait une apparition dans l'épisode 24 de la saison 2 : elle a dans les environs de 15 ans. Cependant, elle est au centre de l'intrigue de l'épisode 20 de la saison 3, dans laquelle elle est devenue infirmière dans l'établissement scolaire de Yuzuki Mikage. Yuzuki croit que Tsugumi aurait dû devenir la nouvelle Fille des Enfers, ce qu'elle dément formellement dans l'épisode 25. Elle explique aussi lors de la troisième saison que lorsque son père a décidé d'arrêter sa lutte contre la Fille des Enfers, elle lui en a profondément voulu.
Son rôle dans la troisième saison est assez obscur : on apprend qu'elle savait qu'Yuzuki allait devenir la Fille des Enfers, et qu'elle est venue en ville pour l'en empêcher. Mais c'est elle‑même qui répète plusieurs fois qu'on ne peut pas aller contre son destin. On pourrait croire que Tsugumi ait encore envie de se battre mais qu'elle est trop fatiguée pour continuer, surtout sans la présence de son père.
Celle‑ci quitte la ville dans le dernier épisode, en ayant parlé une dernière fois à Hone Onna et à Ichimokuren.
Elle croise toutefois à nouveau le chemin du groupe d'Ai en réapparaissant dans le quatrième épisode de la quatrième saison, en tant qu'aide‑soignante pour les personnes âgées d'une maison de retraite : elle y affirme néanmoins que c'est son premier travail (ce qui jette le trouble sur la chronologie).
D'après son âge apparent au fil des saisons, on peut supposer qu'elles sont espacées d'environ 6 à 7 ans entre elles.

#### Ayumi Shibata(柴田 あゆみ,Shibata Ayumi?)
Voix japonaise : Hitomi Nabatame
La femme décédée d'Hajime et mère de Tsugumi. Hajime consacrait beaucoup plus de temps à son travail qu'à sa famille, dans l'intention de gagner plus d'argent pour pouvoir offrir un meilleur style de vie à ses proches. Se sentant très seule, sa femme entama une liaison avec un politicien que Hajime espionnait. Lorsque Hajime découvrit le pot aux roses, il entra dans une colère terrible. Il chassa Ayumi de leur maison et lui défendit de voir Tsugumi. Un soir, elle tenta de lui parler mais il la repoussa brutalement. En pleurs, elle sauta dans sa voiture et s'enfuit sous la pluie... et eut un accident fatal peu après. Tsugumi a conservé les boucles d'oreille de sa mère comme mémento. Hajime aime toujours sa femme, regrette de ne lui avoir pas pardonné et pense qu'elle serait encore vivante s'il l'avait fait.

### Deuxième saison

#### Takuma Kurebayashi(紅林 拓真,Kurebayashi Takuma?)
Voix japonaise : Ayumi Fujimura
Surnommé « enfant du démon » par les villageois de Lovely Hills, il est le personnage principal de la seconde saison. Sa famille subit un harcèlement de voisinage et les gens jettent leurs ordures dans leur jardin. Un des voisins, ancien collègue de ses parents et prétendument ami de la famille, en est l’instigateur et objectifiait sa famille à des fins perverses : Takuma l'apprend et voulait en conséquence s'en débarrasser, mais après avoir contacté Ai il refusa (à cause de Kikuri) d'utiliser la poupée. Cependant, après le meurtre de sa mère et l'agression de son père par cet homme, qui avant de lui faire subir le même sort disparut sous ses yeux (étant envoyé en Enfer par son ancienne compagne, dont il avait assassiné leur bébé qu'elle portait), il fut accusé des deux crimes et de tous ceux qui suivirent. En effet, tous les villageois mis au courant de l'existence du Courrier des Enfers devenaient fous, les requêtes et disparitions augmentant brutalement dans la ville et la situation dégénérant jusqu'à devenir hors de contrôle : au moment où Takuma devait être envoyé en Enfer par la jeune sœur du détective qui avait pris sa défense (et venait d'y être envoyé par l'un des villageois qui avaient essayé de tuer les deux enfants pour couvrir leurs crimes), Ai contra ses propres directives et fit demi‑tour dans sa barque pour le ramener au lieu de l'y conduire comme prévu, probablement car il lui rappelait sa vie à elle : ramenée à la vie mais amnésique par l'Araignée, elle utilise ses dernières forces et sacrifie sa vie pour protéger Takuma des criminels. Il met finalement le feu à sa propre maison. Dans l'épilogue de la saison, il rend visite à son père (qui s'est entretemps réveillé et est en convalescence) à l'hôpital ainsi qu'à la sœur du détective, qui est à son tour dans le coma. Il réapparaît brièvement dans la troisième saison, comme d'autres personnages impliqués dans d'anciennes affaires de la Fille des Enfers.

#### Kikuri(きくり?)
Voix japonaise : Kanako Sakai
Une petite fille qui apparaît à Ai et ses assistants, et demeure avec eux à partir de l'épisode 4. Dans le monde d'Ai elle porte un yukata, et dans le monde des humains des vêtements de petite fille. Comme toutes les petites filles, Kikuri fait parfois des bêtises et interfère également dans les affaires du groupe. Mais ces bêtises semblent souvent faire partie d'un plan pour pousser les personnes vers leur destin. C'est grâce à elle que la sœur du détective sut que Takuma n'était pas coupable. Lorsque Ai devait emmener Takuma, elle lui rappela son passé, ce qui fit changer Ai d'avis. Après le sacrifice d'Ai, elle se retrouva seule sur la barque parlant à une cerise, lui répétant la phrase qu'Ai avait dite avant de mourir. Elle adore ennuyer les assistants d'Ai et la traite parfois comme une grande sœur. Elle apparait aussi dans la saison 3 mais n'ayant plus de corps, elle a pris possession d'un jouet qui doit être régulièrement remonté à l'aide d'une clef dorsale (ce dont se charge Yamawaro, qu'elle traite comme son serviteur) : elle en récupère un dans la saison 4 et se montre explicitement jalouse envers Michiru qu'elle considère comme une rivale, disputant Yamawaro en la qualifiant comme sa « maîtresse ». Elle vit mal son départ du groupe pour rejoindre cette dernière, qui contrairement à ses prétentions personnelles est devenue la nouvelle Fille des Enfers à sa place.
Il est révélé que Kikuri est en fait un avatar du Maître des Enfers.

### Troisième saison

#### Yuzuki Mikage(御景ゆずき,Mikage Yuzuki?)
Voix japonaise : Satomi Satou
Une jeune fille qui apparaît dès le début de la saison 3. Un soir alors qu'elle prenait un bain, Ai l'a entraînée dans l'eau et l'a embrassée ; après ce baiser, une marque représentant un papillon est apparue sur son dos. Lorsque des gens se connectent au Courrier des Enfers, elle peut voir les clients recevoir la poupée. Lorsque le nœud est dénoué, elle permet à Ai d'accomplir les vengeances. Elle essaie toujours par conviction d'empêcher les clients de dénouer la ficelle, mais échoue systématiquement. À la fin de l'épisode 13, elle est libérée de Ai puis lors de l'épisode 19, il est révélé qu'elle sera la prochaine Fille des Enfers. Son passé est révélé dans l'épisode 25 : l'ayant totalement oublié, Yuzuki était en réalité déjà morte depuis tout ce temps, décédée lorsqu'elle était petite dans des circonstances cruelles, laissée toute seule et à son sort après la mort de sa mère, dans l'indifférence totale voulue par les habitants de la ville qui les persécutaient après la mort de son père. C'est dans cet épisode qu'elle devient la Fille des Enfers, et fait d'Akie l'un de ses compagnons avec Wanyûdou.
Lors du dernier épisode, Yuzuki effectue sa première mission : le père d'Akie envoie une requête en voulant se venger de Mayama Azusa. Au dernier moment, il refuse finalement de l'envoyer en enfer et redonne la poupée à Yuzuki. Furieuse que sa meilleure amie n'ait pas été vengée, elle décide donc seule et par elle‑même de l'y envoyer, ce qui est une faute grave pour la jeune fille qui se fait punir par l'araignée (qui réapparaît dans cet épisode) : Ai vient la sauver et lui montre son propre passé. Yuzuki disparaît dans les bras d'Enma Ai, qui redevient la Fille des Enfers et repart avec ses compagnons.

#### Yamawaro(山童?)
Voix japonaise : Hekiru Shiina
Yamawaro est le quatrième assistant d'Ai ; il n’apparaît qu’à partir de la saison 3. Sous sa forme humaine il a l’apparence d’un enfant, mais il devient aussi la poupée de paille jaune en jetant une feuille en l'air. Il est assez gentil et serviable. Il s’occupe de Kikuri et reste toujours avec elle lorsqu’elle se promène dans le monde des humains. Kikuri le traite comme un servant, et lui demande de l’appeler « Princesse ».
Son passé est révélé dans l’épisode 17 de la troisième saison : il est né en tant que youkai ressemblant à un petit garçon et habitait seul dans les montagnes depuis sa naissance. Les humains qui le voyaient prenaient peur, car son corps était recouvert de champignons.
Ai le contacta une première fois en lui demandant de venir avec elle ; il refusa car pour lui être seul était quelque chose de normal ; elle accepta son choix sans retirer sa proposition au cas où Yamawaro changerait d’avis. Après cette rencontre, il commença à espionner la famille Ashiya, vivant dans une demeure au milieu d'un marais et dont le fils Hikaru avait disparu peu de temps avant la guerre. À dater de ce moment, le père sembla obsédé par la découverte d’un élixir qui permettrait d’obtenir la vie éternelle. Yamawaro continua à les observer, lui et sa femme.
Après une longue période d’attente, il se montra un jour devant Madame Ashiya qui, toujours en deuil, le prit pour Hikaru : il semble n'être pas vraiment sûr de la raison pour laquelle il a fait ça, mais il explique son acte en disant qu’il voulait juste lui montrer un beau rêve avant sa mort.
Monsieur Ashiya fit semblant de l’accepter comme son fils pour le bien de son épouse, mais ayant compris qu’il n’était pas humain, il se servit avec son assentiment de son corps pour ses expériences. Les résultats furent au‑delà des espérances de Monsieur Ashiya car ce médicament qu’il avait créé ne faisait pas que guérir, mais aussi rajeunir. Quand Madame Ashiya découvrit ce que son mari faisait à Yamawaro, elle lui demanda de fuir car elle ne voulait pas qu’il souffre. Elle contacta ensuite le Courrier des Enfers pour se venger de son mari.
Yamawaro ne savait alors pas comment réagir car il ne voulait pas que la personne qu’il considère comme sa mère soit envoyée en enfer à sa mort ; mais il ne voulait pas interrompre non plus le Courrier des Enfers. Madame Ashiya finit par retirer la ficelle rouge malgré les protestations de Yamawaro. Il observa ensuite la maison des Ashiya s'enfonçant dans les marais alors que Madame Ashiya était toujours à l’intérieur.
Avec l'accord d'Ai, il prend congé d'eux pour rejoindre Michiru en tant que son premier assistant lorsque celle‑ci devient la Fille des Enfers, ce que vit mal Kikuri (qui a manifesté ses sentiments pour lui ainsi que sa jalousie depuis l'apparition de Michiru).

### Quatrième saison

#### Michiru Sagae(寒河江ミチル,Sagae Michiru?)
Voix japonaise : Misaki Watada
L'esprit d'une jeune fille qui apparaît de nulle part à Ai Enma durant un contrat et lui marque sa désapprobation pour ce qu'elle fait. Au début, elle ne se rappelle ni son passé, ni même son propre nom.
Le lien qu'elle partage avec la Fille des Enfers est révélé lorsque celle‑ci lui rappelle son passé : persécutée puis morte dans des circonstances comparables à celle d'Ai, elle s'est également vengée en incendiant les meurtriers de sa famille, brûlée vive, ainsi que son village.
Elle est destinée à devenir la nouvelle Fille des Enfers, ce qu'elle finit par devenir (rejointe par Yamawaro, qui devient son assistant) : elle adopte toutefois une méthode différente de celle d'Ai, moins détachée sans être toutefois trop impliquée.

## Anime

### Liste des épisodes

#### Saison 1
Jigoku shōjo
| No | Titre français                                  | Titre japonais     | Titre japonais                  | Date de 1re diffusion |
| No | Titre français                                  | Kanji              | Rōmaji                          | Date de 1re diffusion |
| --- | ----------------------------------------------- | ------------------ | ------------------------------- | --------------------- |
| 1 | Crépuscule                                      | 夕闇の彼方より     | Yūyami no Kanata Yori           | 4 octobre 2005        |
| Une lycéenne devient le souffre-douleur de l'une de ses camarades de classe. Acculée par ses persécutions, elle fait appel à la Fille des Enfers. |                                                 |                    |                                 |                       |
| 2 | La jeune fille traquée                          | 魅入られた少女     | Mi irareta Shōjo                | 11 octobre 2005       |
| Une jeune fille est poursuivie par un maniaque qui ne lui laisse aucun moment de répit dans sa vie quotidienne. Malgré l'intervention de la police, la situation devient insupportable. La victime se connecte au Courrier des Enfers pour se débarrasser de lui. |                                                 |                    |                                 |                       |
| 3 | Du sang sur le monticule                        | 汚れたマウンド     | Yogoreta Maundo                 | 18 octobre 2005       |
| Un jeune prodige du baseball tue accidentellement l'un de ses camarades. Refusant de compromettre sa carrière naissante, il rejette le blâme sur un autre de ses camarades. Celui-ci se venge au Courrier des Enfers. |                                                 |                    |                                 |                       |
| 4 | Cris étouffés                                   | 聞こえぬ叫び声     | Kikoenu Sakebigoe               | 25 octobre 2005       |
| Une jeune fille perd sa chienne, qui lui apportait le réconfort qui lui manquait depuis la mort de ses parents. Alors qu'elle se résignait à sa perte, elle apprend que le vétérinaire qui devait s'occuper de sa chienne a délibérément omis de la soigner. Elle va se rendre compte que ce vétérinaire est un meurtrier envers les animaux de compagnie et elle se venge au courrier des enfers. |                                                 |                    |                                 |                       |
| 5 | La fille du gratte-ciel                         | 高い塔の女         | Takai Tou no Onna               | 1er novembre 2005     |
| Une surdouée de l'informatique est recrutée par une dirigeante prête à tout pour s'imposer dans le monde des affaires, y compris à se débarrasser des personnes qui menacent son ascension sociale. Quelqu'un veut se venger d'elle au Courrier des Enfers. |                                                 |                    |                                 |                       |
| 6 | À la tombée du jour                             | 昼下がりの窓       | Hirusagari no Mado              | 8 novembre 2005       |
| Une mère de famille découvre par accident l'infidélité de la femme la plus influente de son lotissement. Afin que son secret ne soit pas dévoilé, celle-ci décide de la discréditer auprès de tout le voisinage. La victime décide de se venger au Courrier des Enfers. |                                                 |                    |                                 |                       |
| 7 | Le masque se brise                              | ひびわれた仮面     | Hibiwareta Kamen                | 15 novembre 2005      |
| Une jeune comédienne ne supporte plus la sévérité des entraînements que lui fait subir l'actrice célèbre qui l'a prise sous son aile. Bien qu'ayant contacté la Fille des Enfers, elle décide toutefois de prendre en main elle-même les choses. Mais une autre actrice vole son rôle et déclenche la vengeance. Mais elle va commettre une erreur et devint la victime du courrier des enfers. |                                                 |                    |                                 |                       |
| 8 | Relations taciturnes                            | 静寂の交わり       | Seijaku no Majiwari             | 22 novembre 2005      |
| À la suite de la lecture d’une page de magazine peu commune, Hajime Shibata décide d’enquêter sur la Fille des Enfers. En même temps, une jeune fille se retrouve dans le coma après avoir été témoin des détournements financiers de son patron. Ignorant l'identité du coupable, son amie décide de mener sa propre enquête. |                                                 |                    |                                 |                       |
| 9 | Piège sucré                                     | 甘い罠             | Amai Wana                       | 29 novembre 2005      |
| Hajime continue son enquête sur la Fille des enfers. En même temps, un célèbre pâtissier décide de traîner une ancienne employée dans la boue afin de l'obliger à fermer boutique. Celle-ci décide de faire appel au Courrier des Enfers. |                                                 |                    |                                 |                       |
| 10 | À la vie, à la mort                             | トモダチ           | Tomodachi                       | 6 décembre 2005       |
| Une collégienne décide de se venger de la trahison de son amie, et se connecte au Courrier des Enfers. |                                                 |                    |                                 |                       |
| 11 | Le fil déchiré                                  | 千切れた糸         | Chigireta Ito                   | 13 décembre 2005      |
| Un jeune homme décide de se connecter au Courrier des Enfers pour se venger d'un ancien collègue d'Hajime qui a provoqué la ruine de sa famille. |                                                 |                    |                                 |                       |
| 12 | Des fragments dans l’eau                        | 零れたカケラ達     | Koboreta Kakeratachi            | 20 décembre 2005      |
| On découvre comment une jeune fille en est arrivée à contracter avec Ai. Une victime sera envoyée en enfer par cette jeune fille. |                                                 |                    |                                 |                       |
| 13 | La Fille du purgatoire                          | 煉獄少女           | Rengoku Shōjo                   | 27 décembre 2005      |
| Tsugumi a encore eu des visions, mais différentes. Hajime décide d'enquêter sur les visions de sa fille. Il découvrira les actes d'Ai et ses acolytes, puis un ancien contractant en fin de vie, un vieil homme qui possède des peintures d'Ai Enma peintes par lui-même. |                                                 |                    |                                 |                       |
| 14 | Par-delà le mur de l’impasse                    | 袋小路の向こう     | Fukurokouji no Mukou            | 3 janvier 2006        |
| Hajime se rend dans une ville dans laquelle une jeune fille s'est connectée au Courrier des Enfers. Il accepte d'enquêter sur la mort du père de la jeune fille qui a fait appel à Ai. Cette jeune fille veut se venger contre le meurtrier de son père. |                                                 |                    |                                 |                       |
| 15 | L’insulaire                                     | 島の女             | Shima no Onna                   | 17 janvier 2006       |
| Les Shibata se rendent sur une île à la suite de visions de Tsugumi. En arrivant, ils découvrent que la fille d'une aubergiste veut se venger de sa tante après que celle-ci a attaqué son petit ami. Cependant les assistants d'Ai ne comptent pas laisser Hajime faire. |                                                 |                    |                                 |                       |
| 16 | La nuit des forains                             | 旅芸人の夜         | Tabigeinin no Yoru              | 24 janvier 2006       |
| Les Shibata se rendent dans un cirque. Pourtant quand Hajime tente de raisonner une fille qui ressemble à celle qui a fait appel à Ai, celle-ci nie les faits. En vérité il s'agit de la sœur jumelle de celle-ci, qui est séquestrée et maltraitée par le maître des manèges. Elle cherche aussi à se venger de ses souffrances avec le Courrier des Enfers. |                                                 |                    |                                 |                       |
| 17 | Paysage de verre                                | 硝子ノ風景         | Garasu no Fūkei                 | 31 janvier 2006       |
| Tsugumi a entendu une fille crier à l'aide. Ils décident d'aller retrouver cette petite fille. Elle se trouve dans une propriété étrange. |                                                 |                    |                                 |                       |
| 18 | Prise au piège                                  | 縛られた少女       | Shibarareta Shōjo               | 7 février 2006        |
| Une petite fille est contrainte de se rendre tous les jours chez une mégère rustre et sans scrupules, sadique et cruelle, qui la fait chanter et traite de manière brutale, outrageuse et abusive, l'obligeant à céder au moindre de ses caprices et à lui obéir sans discuter en la martyrisant, sinon elle menace de tuer les deux chiens de la petite. De plus, cette vieille femme la menace de mort si quiconque découvrait, incidemment ou non, ce qui se passe. Pourtant, quand l'un de ses compagnons est tué en dépit de sa soumission, la fillette se connecte au Courrier des Enfers pour se venger. Elle est dans cette situation parce que ses chiens ont blessé la cheville de cette mégère, qui oblige la petite fille à se racheter pour leur acte. |                                                 |                    |                                 |                       |
| 19 | Les noces d’une poupée                          | 花嫁人形           | Hanayome Ningyou                | 14 février 2006       |
| Une très belle orpheline est fiancée au fils d'une célèbre fabricante de poupées, renommée pour son talent. Toutefois cette dernière, sociopathe qui réifie sa future belle-fille, s'ingérant totalement entre son fils et elle en lui retirant chaque liberté et initiative individuelle, veut faire d'elle une poupée humaine à l'image de ses propres créations : sans cœur, ni sentiments. La fiancée ne supporte plus d'être traitée ainsi et décide de faire appel à la Fille des Enfers pour se venger. |                                                 |                    |                                 |                       |
| 20 | La Fille des Enfers contre le Garçon des Enfers | 地獄少女対地獄少年 | Jigoku Shōjo tai Jigoku Shounen | 21 février 2006       |
| L’énigmatique Gil de l’Enfer, qui s’est auto-surnommé « Le Garçon des Enfers », décide de lancer un défi à Ai. Il s'est servi de sa victime qui est connectée au Courrier des Enfers pour piéger Ai. |                                                 |                    |                                 |                       |
| 21 | Un voisin bienveillant                          | 優しい隣人         | Yasashī Rinjin                  | 28 février 2006       |
| Les Shibata se rendent dans une maison, où une jeune fille qu’ils connaissent a fait appel à Ai. Tsugumi est contre l’avis de son père d'annuler la vengeance. L’enquête n'est pas encore classée. |                                                 |                    |                                 |                       |
| 22 | Averse de regrets                               | 悔恨の雨           | Kaikon no Ame                   | 7 mars 2006           |
| C'est l’anniversaire de la mort d'Ayumi, la mère de Tsugumi et la femme d'Hajime. Dans cet épisode, on apprend le passé terrible des Shibata. Pendant ce temps, un homme cherche à se venger d'une jeune femme arrogante au Courrier des Enfers. |                                                 |                    |                                 |                       |
| 23 | Les lueurs de l'hôpital                         | 病棟の光           | Byoutou no Hikari               | 14 mars 2006          |
| Hajime recherche la personne qui a fait appel à la Fille des Enfers pour se venger d'une jeune et jolie infirmière. C'est la dernière victime du courrier des enfers. |                                                 |                    |                                 |                       |
| 24 | Le village du crépuscule                        | 夕暮れの里         | Yūgure no Sato                  | 21 mars 2006          |
| Tsugumi et son père découvrent l'ancien village d'Ai et déclenchent sa colère. Un homme dévoile le passé de ce village et d'Ai. |                                                 |                    |                                 |                       |
| 25 | La Fille des Enfers                             | 地獄少女           | Jigoku Shōjo                    | 28 mars 2006          |
| Le passé de la Fille des Enfers est révélée : de son vivant, Ai était ostracisée par les villageois, qui à cause de son apparence la considéraient comme un démon, et persécutée par les enfants de son âge. Elle ne devait sa protection qu'à son cousin et seul ami, Sentarou. |                                                 |                    |                                 |                       |
| 26 | Bâtissage                                       | かりぬい           | Karinui                         | 4 avril 2006          |
| Outrepassant ses prérogatives, Ai Enma fait tout pour convaincre Tsugumi d’envoyer son propre père en Enfer. Elle use pour cela des réelles circonstances de la mort de sa mère dans laquelle Hajime a, contrairement à ce que croyait sa fille, sa responsabilité. |                                                 |                    |                                 |                       |

#### Saison 2
Jigoku shōjo Futakomori
| No | Titre français                                | Titre japonais         | Titre japonais                | Date de 1re diffusion |
| No | Titre français                                | Kanji                  | Rōmaji                        | Date de 1re diffusion |
| --- | --------------------------------------------- | ---------------------- | ----------------------------- | --------------------- |
| 1 | La fille perdue dans les ténèbres             | 闇の中の少女           | Yami no naka no Shōjo         | 7 octobre 2006        |
| Cet épisode commence par un flash-back avec Ai. Une jeune lycéenne se fait continuellement harceler, mais elle ignore l'identité du ou des coupables. Elle va se venger au Courrier des Enfers. |                                               |                        |                               |                       |
| 2 | Des bulles sous la surface                    | うたかた               | Utakata                       | 14 octobre 2006       |
| Après la disparition de sa sœur, une jeune fille entend des bruits provenant de la chambre de celle-ci. Elle comprend qu'elle a été assassinée par un psychopathe, et elle va se connecter au Courrier des Enfers. |                                               |                        |                               |                       |
| 3 | Bien-aimé Kei-chan                            | 愛しのけいちゃん       | Itoshi no Kei-chan            | 21 octobre 2006       |
| Une lycéenne est amoureuse de son voisin. Elle ne veut pas lui révéler ses sentiments mais se connecte au Courrier des Enfers pour le « protéger » : sa vengeance est en fait dirigée contre sa rivale. |                                               |                        |                               |                       |
| 4 | Secret                                        | 秘密                   | Himitsu                       | 27 octobre 2006       |
| Une petite fille étrange et clairement anormale comme elle, Kikuri, apparaît à Ai et s’intègre avec ses assistants dans son quotidien. En parallèle, un mari dévoué se résout à employer des moyens illégaux pour soigner la maladie de sa femme. Par le courrier des Enfers, il se venge d'un complice qui l'a trahi. |                                               |                        |                               |                       |
| 5 | Le fou court vers l’enfer                     | 地獄への暴走           | Jigoku he no Bousou           | 4 novembre 2006       |
| Un jeune garçon est amoureux d'une fille, mais un caïd à qui il doit des comptes enlève cette jeune fille. Il contacte la Fille des Enfers pour se venger de ce caïd. Ironiquement, ce jeune voyou avait été désigné comme cible par un autre garçon qu'il rackettait. Ce dernier aura finalement sa vengeance en lui montrant comment se servir du Courrier des Enfers. |                                               |                        |                               |                       |
| 6 | La place où le soleil brille                  | 陽のあたる場所         | Hi no Ataru Basho             | 8 novembre 2006       |
| Un lycéen est amoureux d'une fille de sa classe, dont le petit ami projette son viol par l'un de ses amis. Le garçon voudra se venger en se connectant au Courrier des Enfers. |                                               |                        |                               |                       |
| 7 | Des bonds                                     | 絆                     | Kizuna                        | 11 novembre 2006      |
| Une mère a perdu son jeune fils idolatré, mort tragiquement dans un accident de moto : elle est tellement enfermée dans son chagrin que sa sanité d'esprit se détériore progressivement, et qu'elle néglige sa propre fille sous les yeux impuissants de son mari. Celle-ci découvre que son frère ainé avait tout récemment contacté la Fille des Enfers pour se débarrasser de cette mère possessive, mais qu'il est mort brutalement avant d'avoir pu dénouer la ficelle de sa poupée. Ai Enma propose à cette sœur une dérogation qui lui permettrait de contracter le pacte en son nom et en subir les conséquences à sa place. Tandis que la mère perd la raison, la jeune fille décide de se venger. |                                               |                        |                               |                       |
| 8 | Le faux Courrier des Enfers                   | 偽地獄通信             | Nise Jigoku Tsūshin           | 25 novembre 2006      |
| « Tout ce que l’on peut lire sur Internet n’est pas forcément vrai. » : quelqu’un tentera d’abuser des lycéens en créant un faux Courrier des Enfers, tandis qu’une institutrice cherche à se venger. Mais la vraie victime dans cette affaire, n'est pas celle que l’on croit. |                                               |                        |                               |                       |
| 9 | L’amour d’une sœur cadette                    | あにいもうと           | Ani Imouto                    | 2 décembre 2006       |
| Une jeune fille se fait larguer par tous ses petits copains à cause de son frère. Elle décide de l'envoyer en Enfer. |                                               |                        |                               |                       |
| 10 | Les vacances pluvieuses de Sone Anna          | 曽根アンナの濡れた休日 | Sone Anna no Nureta Kyūjitsu  | 9 décembre 2006       |
| Un homme déçu par son rêve de devenir réalisateur de film demande à Honne Onna de jouer dans son film. Celle-ci refuse. Elle rencontre son ex-femme et se lie d'amitié avec elle. Un homme auquel le réalisateur n'a jamais fait attention contacte la Fille des Enfers et l'y envoie. |                                               |                        |                               |                       |
| 11 | L'appartement voisin si distant               | 遠い隣室               | Tōi Rinshitsu                 | 16 décembre 2006      |
| On découvre les raisons pour lesquelles une jeune fille a dénoué la ficelle. Elle se venge avec l'aide de Ai Enma. |                                               |                        |                               |                       |
| 12 | Le passage des ténèbres                       | 黒の轍                 | Kuro no Wadachi               | 23 décembre 2006      |
| Une très vieille maison est installée en montagne et son emplacement provoque des accidents de route mortels. Contre les requêtes et offres qui lui sont proposées, l'homme âgé qui y habite ne veut pas s'en aller et laisser détruire cette demeure. Un homme souhaiterait se venger auprès du Courrier des Enfers, cependant sa cible ne peut être envoyée en Enfer. Cette affaire rappelle à Wanyūdou son propre passé. |                                               |                        |                               |                       |
| 13 | La tragédie du signe V                        | Vの惨劇                | V no Sangeki                  | 1er janvier 2007      |
| Un tueur en série fait rage dans le quartier. Chacune de ses victimes ont les doigts formant le signe "V". Un homme a sa fille qui est dans le coma depuis un terrible accident, et il envoie le responsable de l'accident en Enfer. |                                               |                        |                               |                       |
| 14 | Le paisible rivage du lac                     | 静かな湖畔             | Shizuka na Kohan              | 13 janvier 2007       |
| Takuma fait son entrée dans la série. Sa famille est persécutée par un inconnu : Takuma découvre que c'est un voisin et vieil ami de la famille, rancunier envers ses parents, qui en est responsable. Malgré les épreuves qu'il subit, le jeune garçon est soupçonné injustement par les habitants du quartier, qui le traitent comme un démon, d'être le coupable direct ou indirect de tous les événements tragiques qui se produisent autour de lui. La femme cherche a se venger contre son compagnon qui est le voisin et vieil ami de la famille au courrier des enfers. |                                               |                        |                               |                       |
| 15 | Pour ce pays                                  | この国のために         | Kono Kuni no Tame ni          | 20 janvier 2007       |
| Une jeune fille aide son père à gagner les élections. Sa mère doit subvenir seule aux besoins de la famille et travaille très dur. Son père s'en est complètement désintéressée. Quand sa mère se retrouve à l'hôpital à cause de son père, la jeune fille contacte la Fille des Enfers pour y envoyer son père. Mais il y a déjà un contrat sur lui. En effet, plus tard, ce sera sa mère qui dénouera la ficelle. |                                               |                        |                               |                       |
| 16 | Les desseins d’une femme cruelle              | 悪女志願               | Akujo Shigan                  | 27 janvier 2007       |
| Une fille très timide, Ran Emi, souhaite envoyer en Enfer un homme qui a ruiné son patron. Une vieille femme qui a été geisha l'aide à récupérer son argent. Cependant elle n'est pas aussi gentille qu'elle en a l'air. Dans cet épisode, Hone Onna se sent très concernée car cela lui rappelle son propre passé. Elle éprouve beaucoup de compassion pour « Ran-chan » et l'aide à se venger. |                                               |                        |                               |                       |
| 17 | Le gaz du silence                             | 沈黙のまなざし         | Chinmoku no Manazashi         | 3 février 2007        |
| Une jeune fille veut envoyer sa mère en Enfer. En pleine enquête, Ren reconnaît la victime qui était aussi une cliente. Au cours de l'épisode, on apprend le passé de Ren. |                                               |                        |                               |                       |
| 18 | Les souvenirs de cette personne               | あのひとの記憶         | Ano Hito no Kioku             | 10 février 2007       |
| Une mère a quitté sa fille et son mari mais plus tard, elle se retrouve contrainte, à la suite d'un accident, de revenir vivre avec eux. Sa fille voit donc son père supporter sans broncher les moqueries et le mépris de sa mère malgré tout ce qu'ils font pour elle. La jeune fille envoie donc sa mère en Enfer pour les libérer, elle et son père. |                                               |                        |                               |                       |
| 19 | Les sources de l'enfer, l'auberge du voyageur | 湯けむり地獄、旅の宿   | Yukemuri Jigoku, Tabi no Yado | 17 février 2007       |
| On apprend comment Wanyūdou a rejoint Aï Enma. Une propriétaire d'un hôtel isolé a envoyé le père de son mari en Enfer car celui-ci la dénigrait. Plus tard, celle-ci est elle-même envoyée en Enfer par une jeune fille qu'elle traitait comme son esclave. |                                               |                        |                               |                       |
| 20 | Un album de jeune fille                       | 乙女のアルバム         | Otome no Arubamu              | 24 février 2007       |
| Une jeune fille s'est connectée au Courrier des Enfers pour se venger de sa meilleure amie. Mais au lieu de dénouer la ficelle, elle décide de la faire chanter, en la forçant à exécuter tous ses ordres. Elle finit cependant par aller en Enfer à son tour pour rejoindre sa meilleure amie. |                                               |                        |                               |                       |
| 21 | Un doux ballon de papier                      | 紙風船ふわり           | Kamifūsen Fuwari              | 3 mars 2007           |
| Une jeune femme s'est connectée au Courrier des Enfers. Pendant l'épisode, on apprend le passé de Hone Onna. |                                               |                        |                               |                       |
| 22 | Nostalgie                                     | 憧憬                   | Doukei                        | 10 mars 2007          |
| Cet épisode marque le retour de Takuma, qui se lie d'amitié avec une jeune fille un peu plus âgé qu'elle. |                                               |                        |                               |                       |
| 23 | Méfiance                                      | 不信                   | Fushin                        | 17 mars 2007          |
| Les habitants incriminés du quartier de Takuma contactent les uns après les autres le Courrier des Enfers et, à la suite de la vague de disparitions brutales qui en découle, la situation dégénère : Takuma devient leur bouc-émissaire. Accusé à tort d'être responsable des disparitions, ils le surnomment « l'enfant démon ». |                                               |                        |                               |                       |
| 24 | La loi des séries                             | 連鎖                   | Rensa                         | 24 mars 2007          |
| Un détective recherche sa sœur, disparue après avoir été vue en compagnie de Takuma. Il le soupçonne d'être responsable de sa disparition, mais apprend l'existence du Courrier des Enfers et s'aperçoit de la folie qui règne dans le quartier. |                                               |                        |                               |                       |
| 25 | Errance                                       | 彷徨                   | Houkou                        | 31 mars 2007          |
| Les habitants décident de tuer Takuma et la sœur du détective pour couvrir leurs crimes, mais le détective se libère et les sauve à temps. Quand tous leurs soucis semblaient terminés, le détective est envoyé brutalement en Enfer par l'un des habitants incriminés, qui n'avait pas encore contracté avec la Fille des Enfers. Et c'est le dernier victime du courrier des enfers. |                                               |                        |                               |                       |
| 26 | Couleur indigo                                | あいぞめ               | Aizome                        | 7 avril 2007          |
| Après la disparition du détective, envoyé en Enfer, sa sœur chagrine se persuade de la culpabilité de Takuma et décide d'utiliser le Courrier des Enfers pour qu'il y soit envoyé à son tour. Dans la barque, Kikuri apprend au jeune garçon le sort commun qu'il partage avec Ai, qui a subi sensiblement le même genre de destin cruel, ravivant les souvenirs de l'intéressée : elle décide subitement d'aller à l'encontre de ses propres obligations, et fait demi-tour avec Takuma. |                                               |                        |                               |                       |

#### Saison 3
Jigoku shōjo Mitsuganae
| No | Titre français                                  | Titre japonais       | Titre japonais                 | Date de 1re diffusion |
| No | Titre français                                  | Kanji                | Rōmaji                         | Date de 1re diffusion |
| --- | ----------------------------------------------- | -------------------- | ------------------------------ | --------------------- |
| 1 | La fille enlevée                                | 奪われた少女         | Ubawareta Shōjo                | 4 octobre 2008        |
| Aï Enma ressuscite et prend possession du corps d’une lycéenne. Une autre lycéenne se venge d'un professeur au Courrier des Enfers. |                                                 |                      |                                |                       |
| 2 | L'oiseau en cage                                | 籠ノ鳥               | Kago no Tori                   | 11 octobre 2008       |
| Un jeune garçon est amoureux d'une vendeuse, mais celle-ci est battue par son mari trop jaloux. Le jeune homme va la venger en envoyant son mari en Enfer. |                                                 |                      |                                |                       |
| 3 | Fruit pourri                                    | 腐った果実           | Kusatta Kajitsu                | 18 octobre 2008       |
| Jun Moriyama, une célèbre chanteuse, est la cible d'une fille qui semble lui en vouloir d'avoir détruit sa carrière. La cible se contacte au courrier des enfers. |                                                 |                      |                                |                       |
| 4 | Le grand frère                                  | 兄貴                 | Aniki                          | 25 octobre 2008       |
| Un garçon est rabaissé à l'école. Mais un homme le sauve lors d'une énième humiliation et lui apprend à se battre. Le garçon contacte le courrier des enfers. |                                                 |                      |                                |                       |
| 5 | La cigale                                       | うつせみ             | Utsusemi                       | 1er novembre 2008     |
| Une enseignante est harcelée par la grand-mère d'une élève, qui l'accuse à tort de punir injustement sa petite fille. Elle se connecte au Courrier des Enfers pour se venger. |                                                 |                      |                                |                       |
| 6 | Mon professeur                                  | わたしのセンセイ     | Watashi no Sensei              | 8 novembre 2008       |
| Une jeune fille tape le nom d’Ichimokuren sur le Courrier des Enfers. |                                                 |                      |                                |                       |
| 7 | Menteur                                         | うそつき             | Usotsuki                       | 15 novembre 2008      |
| Un nouvel élève de l'école de Yuzuki emménage avec sa mère malade. Ce nouvel élève va se venger au Courrier des Enfers pour une raison mystérieuse. |                                                 |                      |                                |                       |
| 8 | Prochaine porte                                 | 隣                   | Tonari                         | 22 novembre 2008      |
| Une riche jeune femme vivant seule avec son chihuahua est harcelée par sa voisine. Pour y mettre fin, elle va se connecter au Courrier des Enfers. |                                                 |                      |                                |                       |
| 9 | Inari perdu                                     | はぐれ稲荷           | Hagure Inari                   | 29 novembre 2008      |
| Une étudiante impopulaire dit pouvoir maudire les gens grâce à son renard Gon-san. Elle va se connecter au courrier des enfers. |                                                 |                      |                                |                       |
| 10 | Le poisson doré dans le miroir                  | 鏡の中の金魚         | Kagami no Naka no Kingyo       | 6 décembre 2008       |
| Une mère de famille dépense tout son argent pour s'acheter des kimonos. Quelqu'un se connecte au courrier des enfers pour se venger. |                                                 |                      |                                |                       |
| 11 | La page épongeante                              | 滲んだ頁             | Nijinda Pēji                   | 14 décembre 2008      |
| Des meurtres sont commis avec le même mode opératoire que dans un nouveau roman. Un comité de gens se venge au Courrier des Enfers. |                                                 |                      |                                |                       |
| 12 | Graphique d'été                                 | 真夏のグラフ         | Manatsu no Gurafu              | 20 décembre 2008      |
| Un jeune garçon crée un jeu pour savoir qui il va envoyer en Enfer. Mais il va commettre une erreur et devenir la victime du Courrier des Enfers. |                                                 |                      |                                |                       |
| 13 | La lanterne aux six choix                       | 六文燈籠             | Rokumon Dourou                 | 28 décembre 2008      |
| Lors du festival annuel des lanternes, la porte des enfers s'ouvre un court instant sur le monde des vivants. Une femme accuse le commissaire d'injustice, et la rumeur se répand. Elle se connecte au courrier des enfers.                                                                                    |                                                 |                      |                                |                       |
| 14 | Le coin de rue de la rancune                    | 怨みの街角           | Urami no Machikado             | 10 janvier 2009       |
| Une jeune fille rate le dernier train et rencontre un homme qui va l'aider, des rumeurs vont alors circuler sur elle pour avoir traîné avec un homme plus âgé la nuit. La jeune fille va se connecter au courrier des enfers.                                                                                  |                                                 |                      |                                |                       |
| 15 | Le lièvre et la tortue                          | 兎と亀               | Usagi to Kame                  | 17 janvier 2009       |
| L'histoire d'une lycéenne dont la lenteur lui a valu le surnom de « Tortue » et de son frère nouvelle star DJ. La lycéenne va se venger au courrier des enfers. |                                                 |                      |                                |                       |
| 16 | Le piège de la tentation                        | 誘惑の罠             | Yūwaku no Wana                 | 24 janvier 2009       |
| Un jeune homme qui passe tout son temps à jouer avec sa petite sœur est sans arrêt rejeté par tout le monde (à cause des rumeurs qui courent sur lui), jusqu'au jour où il rencontre une jolie jeune femme dont il va vite se rapprocher. Le jeune homme va se connecter au courrier des enfers par vengeance. |                                                 |                      |                                |                       |
| 17 | Dans la paille                                  | 藁の中               | Wara no Naka                   | 31 janvier 2009       |
| On apprend le passé de Yamawaro et ses origines. |                                                 |                      |                                |                       |
| 18 | Radio spéciale                                  | スペシャルレディオ   | Supesharuredio                 | 7 février 2009        |
| Une émission de radio devient le centre d'attention d'une classe depuis que la lettre d'une des élèves a été lue en direct. Celui-ci va se connecter au courrier des enfers. |                                                 |                      |                                |                       |
| 19 | Neige, lune, fleurs                             | 雪月花               | Setsugekka                     | 14 février 2009       |
| Des problèmes se créent pour la succession d'une grande entreprise d'arrangement floral. La responsable est victime du Courrier des Enfers. |                                                 |                      |                                |                       |
| 20 | Le professeur des Enfers VS la fille des Enfers | 地獄博士 対 地獄少女 | Jigoku Hakase tai Jigoku Shōjo | 21 février 2009       |
| Tsugumi est de retour, et quelqu'un veut l'envoyer en Enfer. Elle a grandi et est désormais une jeune femme. |                                                 |                      |                                |                       |
| 21 | L'avant de l'arrière                            | うしろの正面         | Ushiro no Shoumen              | 28 février 2009       |
| Yuzuki rencontre un petit garçon battu depuis que sa mère est enceinte. Celui-ci va se venger de sa maltraitance par le Courrier des Enfers. |                                                 |                      |                                |                       |
| 22 | Fleurs et lune                                  | 華と月               | Hana to Tsuki                  | 7 mars 2009           |
| Tandis que Yuzuki s'interroge sur son avenir, elle fait la connaissance de sœurs jumelles dont l'une est une nouvelle étoile montante. L'un d'eux se connecte au courrier des enfers. |                                                 |                      |                                |                       |
| 23 | La colline du crépuscule                        | 日暮れ坂             | Higure Zaka                    | 14 mars 2009          |
| Un jeune garçon nommé Fumio est persécuté par trois camarades de classe. Il se venge d'eux au Courrier des Enfers. Ce seront les dernières victimes du courrier des enfers dans cette saison. |                                                 |                      |                                |                       |
| 24 | L'envol du jour                                 | 蜉蝣                 | Kagerou                        | 21 mars 2009          |
| Plus personne ne semble reconnaître Yuzuki. |                                                 |                      |                                |                       |
| 25 | Yuzuki                                          | ゆずき               | Yuzuki                         | 28 mars 2009          |
| Le passé de Yuzuki est révélé. |                                                 |                      |                                |                       |
| 26 | Lieu d'âme                                      | 魂の軌跡             | Tamashī no Kiseki              | 4 avril 2009          |
| La première mission de Yuzuki, à l'issue de laquelle elle va disparaître. |                                                 |                      |                                |                       |

#### Saison 4
La saison 4 est composée de 12 épisodes dont 6 épisodes originaux et 6 en rediffusion.

### Musiques
La musique de la première saison est composée par Yasuharu Takanashi, et celle de la deuxième saison par Takanashi et Hiromi Mizutani.

#### Musiques de générique

##### Jigoku Shōjo(première saison)
- Générique de début
  - Sakasama no Chou (逆さまの蝶?, lit. « Le papillon renversé »), interprété par SNoW
- Générique de fin
  - Karinui (かりぬい?, lit. « Couture temporaire » ; par extension « Bâtissage ») ; interprété par Mamiko Noto ; arrangement et composition par Masara Nishida ; paroles d'Hitomi Mieno

##### Jigoku Shōjo Futakomori(deuxième saison)
- Générique de début
  - NightmaRe (de l'anglais Nightmare, « Cauchemar »), interprété par SNoW
- Générique de fin
  - Aizome (あいぞめ?, lit. « Couleur indigo »), interprété par Mamiko Noto

##### Jigoku Shōjo Mitsuganae(troisième saison)
- Générique de début
  - Tsukihana (月華-tsukihana-?, lit. « Fleur de lune »), interprété par Nana Kitade
- Générique de fin
  - Ichinuke (いちぬけ?, « Le meilleur endroit »), interprété par Mamiko Noto

##### Jigoku Shōjo Yoi no Togi(quatrième saison)
- Générique de début
  - Noize (ノイズ?, de l'anglais Noise, « Bruit »), interprété par Mio Yamazaki
- Générique de fin
  - Irogami (いろがみ?, lit. « Papier coloré »), interprété par Mamiko Noto

#### Bande originale
La première bande originale est commercialisée le 25 janvier 2006 et la seconde le 19 avril 2006.

## Manga
L'adaptation en manga est dessinée par Miyuki Etō et prépubliée dans le magazine Nakayoshi entre octobre 2005 et juillet 2008. La série comporte neuf tomes publiés par Koudansha du 23 janvier 2006 au 6 octobre 2008,. La version française a été publiée par Pika Édition du 4 juin 2008 au 18 novembre 2009.
Un deuxième manga intitulé La Nouvelle Fille des enfers (新・地獄少女, Shin Jigoku Shōjo) est prépublié entre 2008 et 2009, et compilé en trois volumes reliés du 19 mars au 6 novembre 2009,. La version française a été publiée par Pika Édition du 3 mars 2010 au 2 février 2011.
Un troisième manga intitulé Jigoku Shōjo R (地獄少女R) est prépublié entre 2009 et 2013 et compilé en onze volumes reliés du 19 mars 2010 au 5 juillet 2013,.

## Drama

### Résumé
L'histoire est la même que l'anime : on y voit des personnes prises de rancœur et réclamant vengeance. Pour cela, elles font appel à Aï Enma qui enverra leur ennemi en enfer en échange de leur âme. Hormis deux épisodes, les autres ont des histoires totalement inédites. Cependant, on n'apprend rien sur le passé de la fille des enfers, ni celui de ses acolytes. Certains moment clefs de l'intrigue ont également été modifiés.
Aï et Tsugumi y paraissent plus âgées, et Wanyūdou a des cheveux. Pour le reste, le drama respecte l'esprit de l'anime et permet de l'aborder d'une façon sensiblement différente.

#### Épisodes
| N° | Titre anglais                       | Titre japonais         | Date de diffusion | Résumé |
| -- | ----------------------------------- | ---------------------- | ----------------- | --- |
| 1  | Cracked Time                        | ひび割れた時間         | 4 novembre 2006   | Une lycéenne devient le souffre-douleur de l'une de ses camarades de classe. Acculée par ses persécutions elle fait appel à la Fille des Enfers (épisode similaire au premier épisode de la saison 1). |
| 2  | The Boy in the Box                  | 箱の中の少年           | 11 novembre 2006  | Un adolescent solitaire veut venger la mort de son père qui s'est suicidé à la suite du harcèlement de son patron.                                                                                     |
| 3  | A Baby's Dream                      | 嬰児(みどりご)の夢     | 18 novembre 2006  | Une femme a une liaison avec un homme marié qui lui ment afin qu'elle avorte. |
| 4  | Dusk                                | 逢魔の砌               | 25 novembre 2006  | Tsugumi et Hajime Shibata font leur entrée. Hajime enquête sur une affaire où un homme riche et puissant a percuté une femme en voiture.                                                               |
| 5  | The Epitaph of Lies                 | 偽りの墓碑銘(エピタフ) | 2 décembre 2006   | Tsugumi a des visions : elle y voit une jeune fille se faire assassiner et enterrer dans une forêt. |
| 6  | The Red Thread of Promise           | 約束の赤い糸           | 9 décembre 2006   | Une lycéenne veut se venger de sa meilleure amie qui la harcèle. |
| 7  | Sweet Temptation                    | 甘い誘惑               | 16 décembre 2006  | Une femme vénale profite de la crédulité d'un vieil homme pour lui prendre ses économies. |
| 8  | Miracle of the Holy Night           | 聖夜の奇跡             | 23 décembre 2006  | Similaire à l'épisode 8 de la saison 1. |
| 9  | The Fake Compensation               | 偽の代償               | 6 janvier 2007    | Une lycéenne fait croire que son professeur l'a harcelée sexuellement. |
| 10 | Memories of Sorrow                  | 悲しみの記憶           | 13 janvier 2007   | À la suite d'un accident, une femme a perdu sa fille ainsi que la mémoire. Seul son carnet lui permet de se souvenir de sa vie.                                                                        |
| 11 | Darkness of the Real World, Part. 1 | 現し世の闇 前編        | 20 janvier 2007   | On peut découvrir la mère de Tsugumi qui disparait depuis l'enfance de Tsugumi avant les scènes finales.                                                                                               |
| 12 | Darkness of the Real World, Part. 2 | 現し世の闇 後編        | 27 janvier 2007   | Les scènes finales de ce drama. |

### Distribution
- Sayuri Iwata : Aï Enma
- Kazuki Katō : Ichimokuren
- Aya Sugimoto : Hone Onna
- Hisahiro Ogura : Wanyūdou
- Eriko Matsushima : Grand-mère d'Ai
- Kazuhiko Nishimura : Hajime Shibata
- Sāya Irie : Tsugumi Shibata

## Autour de l’œuvre
L'épisode 10 de la seconde saison est un clin d’œil à Initial D : on y voit la AE86 et son conducteur, ainsi que le nom "Gyouta Hachiroku" sur la bougie à la fin de l'épisode. On revoit également une AE86 dans l'épisode 12.

## Film en prise de vues réelles
Hell Girl (film) (en)